# Colepia naevia
Colepia naevia är en tvåvingeart som beskrevs av Daniels 1987. Colepia naevia ingår i släktet Colepia och familjen rovflugor. Inga underarter finns listade i Catalogue of Life.